# Candalides
Candalides là một chi bướm ngày thuộc họ Lycaenidae.

## Các loài
- Candalides absimilis (C. Felder, 1862)
- Candalides acasta  (Cox, 1873)
- Candalides afretta  Parsons, 1986
- Candalides ardosiacea  (Tite, 1963)
- Candalides biaka  (Tite, 1963)
- Candalides coerulea  (Röber, 1886)
- Candalides consimilis  Waterhouse, 1942
- Candalides cuprea  (Röber, 1886)
- Candalides cyprotus  (Olliff, 1886)
- Candalides erinus  (Fabricius, 1775)
- Candalides geminus  Edwards & Kerr, 1978
- Candalides gilberti  Waterhouse, 1903
- Candalides grandissima  Bethune-Baker, 1908
- Candalides heathi  (Cox, 1873)
- Candalides helenita (Semper, [1879])
- Candalides hyacinthina  (Semper, [1879])
- Candalides lamia  (Grose-Smith, 1897)
- Candalides limbata  (Tite, 1963)
- Candalides margarita  (Semper, [1879])
- Candalides meforensis  (Tite, 1963)
- Candalides neurapacuna  Bethune-Baker, 1908
- Candalides parsonsi Tennent, 2005
- Candalides pruina  Druce, 1904
- Candalides riuensis  (Tite, 1963)
- Candalides silicea  (Grose-Smith, 1894)
- Candalides tringa  (Grose-Smith, 1894)
- Candalides viriditincta  (Tite, 1963)
- Candalides xanthospilos  (Hübner, [1817])

## Hình ảnh

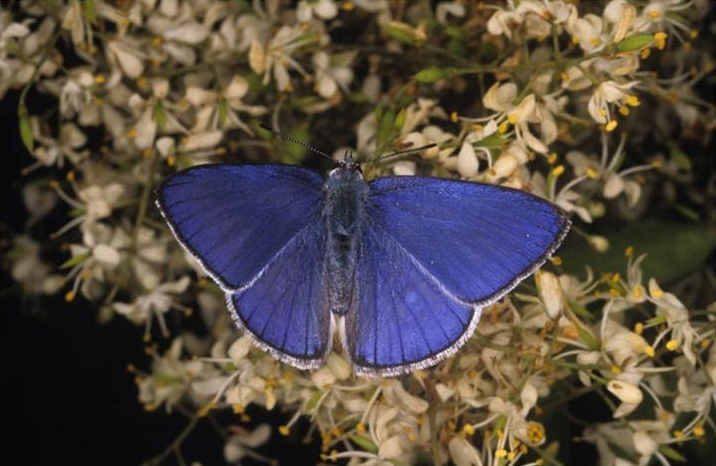
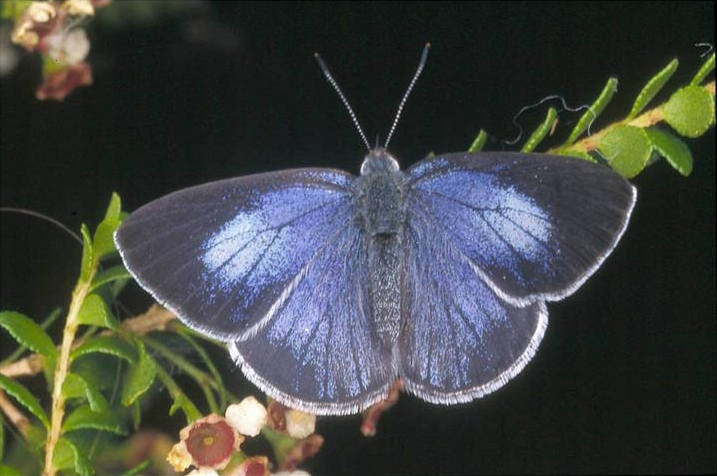